# Zorica Pavićević
Zorica (Dragović) Pavićević (Danilovgrad, 9 de maio de 1956) é uma ex-handebolista profissional iugoslava, campeã olímpica.
Zorica Pavićević fez parte da geração medalha de ouro em Los Angeles 1984.